# Lassie Lou Ahern

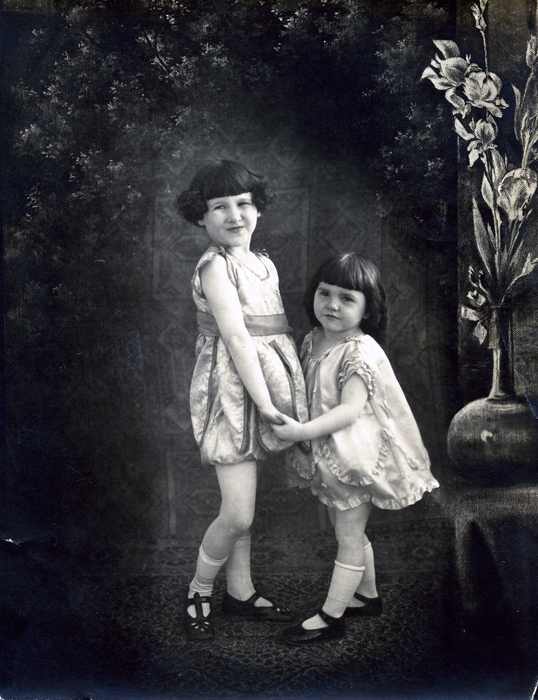
Lassie Lou Ahern (rechts) mit ihrer Schwester Peggy, circa 1922

Lassie Lou Ahern (* 25. Juni 1920 in Los Angeles, Kalifornien; † 15. Februar 2018 in Prescott, Arizona) war eine US-amerikanische Schauspielerin, die durch Die-kleinen-Strolche-Kurzfilme der 1920er-Jahre bekannt wurde.

## Leben
Lassie Lou Ahern wurde 1920 in Los Angeles geboren. 1923 war sie mit drei Jahren an der Seite ihrer älteren Schwester Peggy Ahern (1917–2012) in dem Stummfilm The Call of the Wild zu sehen, nachdem sie im Jahr zuvor von dem Komiker und Schauspieler Will Rogers entdeckt worden war. In den folgenden Jahren wurde sie durch mehrere Kurzfilme der Kleinen Strolche (Our Gang) von Hal Roach bekannt. 1927 wurde sie von Universal Studios für die Rolle des Little Harry in Onkel Tom’s Hütte gecastet. Obwohl die Figur in Harriet Beecher Stowes Buch ein Junge ist, hielten die Verantwortlichen Ahern für geeigneter. Im selben Jahr drehte sie mit Little Mickey Grogan ihren letzten Stummfilm und zugleich ihre einzige Hauptrolle.
Nach ihrer Laufbahn als Kinderstar trat Ahern mit ihrer Schwester als Sängerin und Tänzerin unter dem Namen The Ahern Sisters in Nachtclubs und Hotels auf. In den 1940er-Jahren spielte sie als junge Frau noch in mehreren Filmen mit, darunter in einer Statistenrolle in Das Haus der Lady Alquist neben Ingrid Bergman. Ihre Rückkehr ins Filmgeschäft blieb allerdings ohne größeren Erfolg. Ein Jahr später beendete sie ihre Karriere als Filmschauspielerin endgültig.
In den 1970er-Jahren trat Ahern als Stargast in mehreren US-amerikanischen Fernsehserien auf, darunter 1974 in Männerwirtschaft und 1975 in Petrocelli. Anschließend zog sie sich ins Privatleben zurück, trat jedoch weiterhin als Interviewpartnerin sowie bei Filmfestivals auf. 2016 setzte sie sich zudem für die Restaurierung und Veröffentlichung ihres letzten Stummfilms Little Mickey Grogan ein, von dem nur noch eine einzige Kopie in einem Filmarchiv in Paris existiert. Lassie Lou Ahern starb im Februar 2018 im Alter von 97 Jahren, vor ihrem Tod zählte sie zu den letzten lebenden Darstellern der Stummfilmära.

## Filmografie (Auswahl)
- 1923: The Call of the Wild
- 1923: Derby Day
- 1924: Robes of Sin
- 1924: Cradle Robbers
- 1924: Jubilo, Jr.
- 1924: Sweet Daddy
- 1924: The Sun Down Limited
- 1924: Going to Congress
- 1924: Fast Company
- 1925: Zwei Personen suchen einen Pastor (Excuse Me; nicht im Abspann genannt)
- 1925: The Family Entrance
- 1925: Der schwarze Engel (The Dark Angel)
- 1925: Webs of Steel
- 1925: His Wooden Wedding
- 1926: Thundering Fleas
- 1926: The Lost Express
- 1927: Hingabe (Surrender!)
- 1927: The Forbidden Woman
- 1927: Onkel Tom’s Hütte (Uncle Tom’s Cabin)
- 1927: Little Mickey Grogan
- 1937: Hollywood Party
- 1941: City of Missing Girls
- 1943: Mister Big
- 1943: Top Man
- 1944: Das Haus der Lady Alquist (Gaslight; nicht im Abspann genannt)
- 1945: Patrick the Great
- 1974: Männerwirtschaft (The Odd Couple, Fernsehserie, eine Folge)
- 1975: Petrocelli (Fernsehserie, eine Folge)